# Memphis (Missouri)
Memphis is een plaats (city) in de Amerikaanse staat Missouri, en valt bestuurlijk gezien onder Scotland County.

## Demografie
Bij de volkstelling in 2000 werd het aantal inwoners vastgesteld op 2061.
In 2006 is het aantal inwoners door het United States Census Bureau geschat op 2005, een daling van 56 (-2,7%).

## Geografie
Volgens het United States Census Bureau beslaat de plaats een oppervlakte van
4,1 km², geheel bestaande uit land. Memphis ligt op ongeveer 244 m boven zeeniveau.

## Plaatsen in de nabije omgeving
De onderstaande figuur toont nabijgelegen plaatsen in een straal van 20 km rond Memphis.